# L'Étalon noir
Vous lisez un « bon article » labellisé en 2014.
Pour les articles homonymes, voir L'Étalon noir (homonymie).
L'Étalon noir est une série de romans pour la jeunesse écrite par Walter Farley, et publiée aux États-Unis par Random House à partir de 1941. Le premier roman raconte l'histoire d'un adolescent américain, Alec Ramsay, et d'un étalon arabe sauvage noir nommé Black. Survivants d'un naufrage, l'enfant et le cheval se réfugient plusieurs semaines sur une île déserte, où ils nouent un profond lien d'amitié. Ils deviennent champions de courses hippiques. Pour répondre aux attentes de ses lecteurs après le premier tome, le romancier américain écrit vingt livres dans le même univers jusqu'à sa mort en 1989. Les romans qui suivent racontent notamment les aventures des poulains et pouliches de Black. Ils introduisent aussi les rivaux et alter ego d'Alec et de Black l'étalon noir, un étalon sauvage alezan nommé Flamme, et son jeune cavalier Steve Duncan. Depuis 1998, Steven Farley, l'un des fils de Walter Farley, continue la série.
La série des romans de L'Étalon noir rencontre un grand succès en littérature d'enfance et de jeunesse, notamment grâce à l'amour dont témoigne l'auteur pour le monde du sport hippique, et à ses thèmes, abordant la sauvagerie et les rites de passage à l'adolescence. Le premier tome remporte le Young Reader's Choice Award en 1944. Quarante ans plus tard, le New York Times consacre le cheval fétiche de la série, Black, comme plus célèbre cheval de fiction du XXe siècle. Les romans sont traduits dans de multiples langues, dont le français, dans la collection Bibliothèque verte chez Hachette, à partir de 1957. Ils ont été adaptés trois fois au cinéma, une fois à la télévision de 1990 à 1993, et ont donné plusieurs albums de bande dessinée.

## Résumés

### Livres de Walter Farley
Walter Farley a écrit vingt-et-un livres dans l'univers de L'Étalon noir, en y incluant la collaboration avec son fils Steven Farley et l'adaptation du film en images,. Depuis la première publication en 1941, il travaille toute sa vie sur cette série d'ouvrages, jusqu'à sa mort en octobre 1989, peu avant la publication de The young Black Stallion.

#### L’Étalon noir

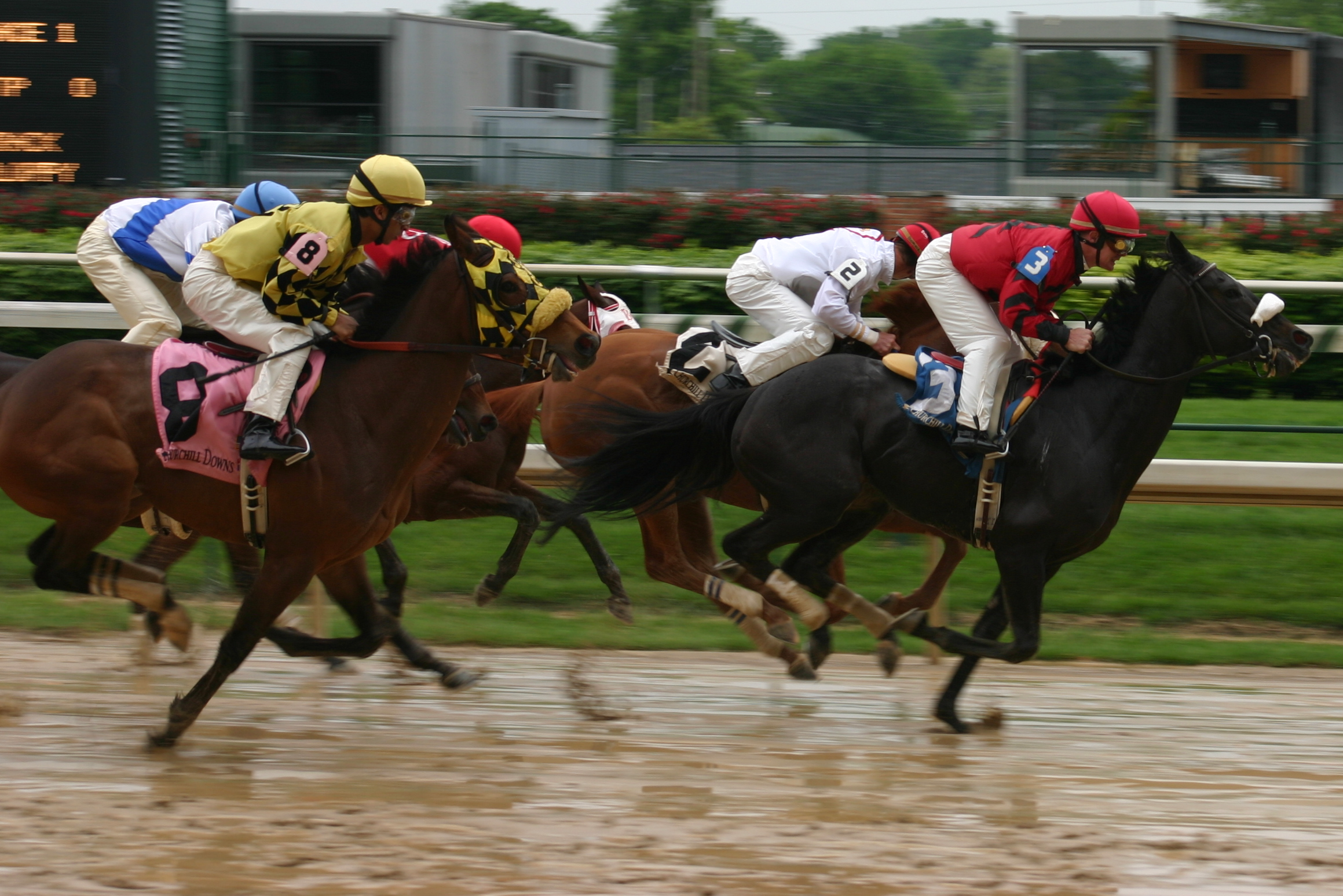
Une course hippique à Churchill Downs.

Le jeune Alec Ramsay rentre de chez son oncle en Inde sur un vieux bateau, le Drake. Pendant l'escale en Arabie, plusieurs hommes font monter un immense étalon Arabe à bord, complètement sauvage et de robe noire. Une tempête éclate et le navire sombre. Alec libère le cheval et bascule avec lui par-dessus bord. Tandis que le Drake se disloque, il s'accroche au cheval qui le mène sur une île déserte. Dépendants l'un de l'autre pour survivre, le jeune garçon et l'étalon noir s'apprivoisent mutuellement. Après leur sauvetage, Alec refuse de se séparer du cheval qu'il considère désormais comme sien. Il l'emmène chez lui, dans la banlieue de Flushing, près de New York. Il y rencontre Henry Dailey, un ancien entraîneur de courses de galop, impressionné par l'extrême rapidité du cheval qu'ils nomment tous deux « Black ». Henry apprend en secret à Alec à devenir jockey. Ils inscrivent Black comme le « cheval mystère » dans une course contre les deux Pur-sangs les plus rapides du pays, Cyclone et Sun Raider. Alec et Black gagnent la course.

#### Suites
Si les romans de L'Étalon noir forment une série, ils peuvent aussi être lus indépendamment et dans n'importe quel ordre, chacun d'eux trouvant sa conclusion à la fin de l'histoire qu'il raconte.
| Titre v.o.                          | Titre fr.                        | Parution chez Random House | Parution française | Résumé |
| ----------------------------------- | -------------------------------- | -------------------------- | ------------------ | --- |
| The Black Stallion Returns          | Le Retour de l'étalon noir       | 1945                       | 1957               | Alec et Black sont devenus célèbres grâce à leur victoire. Le jeune homme découvre que deux personnes cherchent à enlever son cheval : un mystérieux manchot et Abou Ichak, un Arabe qui déclare être le véritable propriétaire de Black. Abou prouve sa légitimité et ramène Black chez lui, en Arabie. Alec ne supporte pas d'être séparé de son cheval. Il traverse la moitié du monde et le dangereux désert d'Arabie pour le retrouver. Il découvre alors les nombreuses intrigues qui agitent les éleveurs de chevaux arabes de la région. |
| Son of the Black Stallion           | Le fils de l'étalon noir         | 1947                       | 1967               | Alec a reçu le premier poulain de Black en présent d'Abou Ichak. Il pense qu'il pourra en faire un cheval de course et devenir son ami, comme avec Black. Mais le poulain, baptisé Satan, est sauvage et ne cherche qu'à tuer ceux qui le chevauchent. Alec et son entraîneur, Henry Dailey, sont malgré tout déterminés à faire de Satan un cheval de course. Ils mettent leur vie en jeu dans ce but. Satan finit par devenir un véritable champion de courses hippiques comme son père.                                                       |
| The Island Stallion                 | Flamme, cheval sauvage           | 1948                       | 1964               | Ce roman introduit Flamme, l'alter-ego de l'étalon noir. L'adolescent Steve Duncan et son ami archéologue Pitch passent deux semaines sur une île déserte des Caraïbes, l'île d'Azul. Ils y découvrent un réseau de galeries souterraines construites par les conquistadores espagnols, qui mènent à une vallée cachée où un troupeau de chevaux sauvages vit en totale liberté, mené par un superbe étalon-chef à la robe alezane. Steve rêve de monter ce bel étalon.                                                                          |
| The Black Stallion and Satan        | Le Ranch de l'étalon noir        | 1949                       | 1968               | À la mort d'Abou Ichak, Alec Ramsay récupère Black. Il découvre que le vieil Arabe a inscrit l'étalon noir dans une grande course qui réunit les plus rapides de tous les chevaux de plat du monde. La course à venir tourne au cauchemar lorsque le cheval sud-américain El Dorado est atteint d'une maladie et doit être abattu. Tous les chevaux sont mis en quarantaine pour savoir s'ils portent la maladie. La forêt s'enflamme et les animaux doivent courir pour sauver leur vie.                                                        |
| The Black Stallion's Blood Bay Colt | Sur les traces de l'étalon noir  | 1951                       | 1969               | Le driver vétéran Jimmy Creech, ancien ami d'Henry Dailey, devient propriétaire du second fils de Black, un poulain bai nommé Feu de Joie. Prenant en main l'entraînement du poulain pour en faire un champion des courses de trot, il place tous ses espoirs dans un jeune driver inexpérimenté, Tom Messenger. |
| Island Stallion's Fury              | Flamme et les pur-sang           | 1951                       | 1964               | La vallée secrète découverte par Pitch et Steve est envahie par Tom et ses hommes. Ils ne voient la harde du cheval sauvage Flamme que comme des créatures à dresser par la force. |
| The Black Stallion's Filly          | L'Empreinte de l'étalon noir     | 1952                       | 1972               | Henry Dailey achète la première pouliche de Black, Black Pearl, dans le but de l'entraîner au Kentucky Derby. Mais Black Pearl, tout comme son père, n'a pas un caractère facile. |
| The Black Stallion Revolts          | La Révolte de l'étalon noir      | 1953                       | 1970               | Quand son étalon favori se révolte contre la vie routinière qu'il mène au Ranch de l'espoir et manque tuer un autre étalon, Alec l’emmène courir dans le désert pour le calmer. Pendant le trajet, Black attrape des coliques et déséquilibre l'avion qui s'écrase contre les montagnes. Après l'accident, Alec devient amnésique et son cheval s'échappe, libre, dans l'ouest américain. |
| The Black Stallion's Sulky Colt     | Le Prestige de l'étalon noir     | 1954                       | 1976               | Feu de Joie et Tom Messenger sont blessés dans un accident. Alec Ramsay et Henry Dailey reprennent les rênes et tentent de guérir Feu de Joie de ses peurs en l'entraînant pour le prix Hambletonian. |
| The Island Stallion Races           | Flamme part en flèche            | 1955                       | 1965               | Deux visiteurs d'un autre monde entrent dans la vallée secrète de l'île d'Azul, et offrent à Steve une chance de voir ce que peut faire Flamme dans une véritable course hippique contre les chevaux les plus rapides du monde. |
| The Black Stallion's Courage        | Le Courage de l'étalon noir      | 1956                       | 1975               | Lorsqu'Henry et Alec ont besoin d'argent pour reconstruire leur ranch, entièrement ravagé par un incendie, Satan est blessé et Black Pearl se montre décevante. Ils n'ont qu'un seul espoir : remettre Black, alors âgé de 7 ans, sur les champs de course, face à deux jeunes Pur Sangs parmi les plus rapides du pays. |
| The Black Stallion Mystery          | Le Secret de l'étalon noir       | 1957                       | 1977               | Alors que Black vient de gagner encore une course, des poulains ressemblant étrangement à l'étalon noir vont être vendus. Henry et Alec partent en Espagne, puis en Arabie, car ils pensent que le père de l'étalon noir est toujours vivant. Au terme d'une quête éprouvante dans les montagnes d'Arabie, ils découvrent un mystérieux cheval à la « queue de feu » qui galope sans cavalier, seul dans le désert, et qui se nomme Ziyadah. |
| The Horse Tamer                     | non traduit                      | 1958                       |                    | Henry Dailey, l'entraîneur de Black, parle de son frère Bill Dailey au jeune Alec Ramsay. Il a brisé plusieurs chevaux avec des méthodes barbares. |
| The Black Stallion and Flame        | Flamme et l'étalon noir          | 1960                       | 1971               | Un avion s'écrase avec à son bord Black, le légendaire étalon noir. Il gagne l'île d'Azul à la nage et rencontre un autre étalon de légende, Flamme. Leur bataille pour devenir étalon chef de la troupe de chevaux sauvages sur l'île d'Azul tourne en union pour survivre aux attaques d'une chauve-souris vampire mortelle, atteinte de la rage. |
| The Black Stallion Challenged       | Un Rival pour l'étalon noir      | 1964                       | 1973               | Alec fait courir Black en Floride tout l'hiver, lorsqu'il reçoit une lettre de Steve Duncan, persuadé que son cheval, Flamme, peut vaincre Black sur un champ de course. Steve et Alec s'affrontent dans ce qui promet d'être la plus grande course de tous les temps. |
| The Black Stallion's Ghost          | Le Fantôme de l'étalon noir      | 1969                       | 1978               | De paisibles vacances en Floride tournent au cauchemar quand Alec et Black se retrouvent aux prises avec un mystérieux magicien fou et son cheval gris, le Fantôme, au cœur des Everglades. |
| The Black Stallion and the Girl     | Une cavalière pour l'étalon noir | 1971                       | 1974               | Le Ranch de l'espoir a réalisé les rêves d'Henry et d'Alec, ils cherchent donc un nouveau jockey pour monter les fils de Black en course. Une Européenne, Pam Athena, se présente au poste. Lorsqu'Alec écope d'une suspension de sa licence de jockey pour faute, Pam n'a d'autre choix que de monter Black afin de sauver le ranch de l'espoir. |
| The Black Stallion Legend           | La Légende de l’étalon noir      | 1983                       | 1985               | Alec perd l'esprit lorsqu'il apprend la mort de son unique amour, Pam Athena. Il s'enfuit dans le désert avec Black et se retrouve mêlé à une tribu indienne qui voit en lui le messager annoncé par une ancienne prophétie sur la fin du monde. |

### Livres de Steven Farley
Steven Farley, l'un des fils de Walter Farley, poursuit la série initiée par son père.

#### Préquelle et suites àThe Black Stallion
| Titre v.o.                                             | Titre fr.                                  | Parution chez Random House | Parution française | Résumé |
| ------------------------------------------------------ | ------------------------------------------ | -------------------------- | ------------------ | --- |
| The Young Black Stallion: A Wild and Untamable Spirit! | L'étalon noir - La naissance d'un champion | 1989                       | 2012               | Préquelle à L'Étalon noir, centrée sur l'histoire de Black avant qu'il ne rencontre Alec, sa naissance dans les montagnes du royaume d'Abou Ichak, son apprentissage de la survie et sa rencontre avec Rashid, un jeune bédouin avec qui il voyage dans le désert. |
| The Black Stallion's Steeplechaser                     | non traduit                                | 1997                       |                    | Black Storm est l'un des fils de l'étalon noir au ranch de l'espoir (Hopeful Farm), très difficile à gérer. Alec Ramsay croie en ce poulain et pense qu'il peut devenir champion de steeple-chase. Henry Dailey perd patience et menace de le vendre. Alec n'a qu'une chance de convaincre l'entraîneur de garder ce poulain, et ainsi de sauver le ranch de l'espoir.                            |
| The Black Stallion's Shadow                            | non traduit                                | 2000                       |                    | Black gagne l'America's cup mais l'un de ses concurrents s'est dérobé face à une ombre, faisant une chute mortelle. Black a désormais peur des ombres, ce qui pourrait mettre fin à sa carrière. |
| The Black Stallion and the shape-shifter               | non traduit                                | 2009                       |                    | Alec et Black voyagent en Irlande et participent à la Foster Stakes, où l'étalon est blessé. Récupérant tous deux sur la côte irlandaise, ils entendent parler du kelpie, une légendaire créature métamorphe. Alec rencontre une jeune fille solitaire, Mora, et lui enseigne l'équitation mais elle disparaît, enlevée par le kelpie. Alec et Black doivent retrouver la créature et la vaincre. |
| The Black Stallion and the Lost City                   | L'Étalon noir et la cité perdue            | 2011                       | 2013               | Alec et Black voyagent en Grèce pour le tournage d'un film où ils incarnent Alexandre le Grand et son cheval Bucéphale. En poursuivant une jument blanche, ils atteignent une rivière souterraine puis une cité perdue dont les habitants semblent les vénérer. Ils sont en réalité destinés à un sacrifice aux juments carnivores du roi Diomède.                                                |

#### Ébène, fils de l'étalon noir
La série intitulée Ébène, fils de l'étalon noir en français porte le nom de The Young Black Stallion en version originale. C'est un spin-off. Les noms des personnages sont également différents, Dina s'appelant Danielle et Ébène, Raven, dans la version originale.
| Titre v.o.           | Titre fr.             | Parution chez Random House | Parution française | Résumé |
| -------------------- | --------------------- | -------------------------- | ------------------ | --- |
| The Promise          | La promesse           | 1998                       | 2006               | Les parents de Dina déménagent pour raisons financières. Elle s'inquiète pour Redman, le cheval qu'elle possède depuis toujours. Une aide aussi prestigieuse qu'imprévue se présente en la personne d'Alec Ramsay, le cavalier de Black, l'étalon noir. Il lui propose de s'installer à sa ferme avec quelques chevaux, dont un poulain fils de Black, et noir comme l'ébène. |
| A Horse Called Raven | Un cheval nommé Ébène | 1998                       | 2006               | Dina s'occupe d'Ébène, le fils de Black, dans le but de récupérer assez d'argent pour racheter son cheval Redman. Elle trouve un fer à cheval qui paraît magique. |
| The Homecoming       | Le retour             | 1999                       | 2007               | Alec Ramsay propose à Dina et son frère de transporter des pouliches entre New York et la Floride. Le ranch de son cheval Redman est près de la route, et Dina espère le revoir. |
| Wild Spirit          | non traduit           | 1999                       |                    | Danielle (Dina) passe Noël avec son père et son cheval Redman, revenu dans sa ferme pour les vacances. Mais Raven (Ébène), le poulain de Black avec lequel elle travaille, se montre exclusif. |
| The Yearling         | non traduit           | 1999                       |                    | Redman est reparti et Danielle (Dina) s'occupe à nouveau pleinement de Raven (Ébène). Le jeune poulain est désormais un yearling très indépendant. Danielle espère pourtant devenir l'amie de ce futur cheval de course. |
| Hard Lessons         | non traduit           | 1999                       |                    | Danielle veut suivre Raven, qui est officiellement un yearling, sur le terrain d'entraînement de South Wind où il sera préparé à devenir un cheval de course. Mais ses notes scolaires sont en baisse et sa mère s'oppose à cette idée. Danielle redouble d'efforts et Raven souffre d'une étrange blessure.                                                                  |
| South Wind Spring    | non traduit           | 2000                       |                    | Danielle travaille à South Wind pour le printemps, mais Alec Ramsay nomme une apprenti jockey pour superviser l'entraînement de Raven. De plus, l'élevage d'Alec est en surendettement, et il envisage de vendre Raven. |
| Storm!               | non traduit           | 2000                       |                    | |

## Personnages
Les trois personnages principaux du premier roman sont Alec Ramsay, le cheval Black et leur entraîneur Henry Dailey. Pour répondre aux attentes de ses fans, Walter Farley a introduit d'autres personnages dans les suites.

### Chevaux

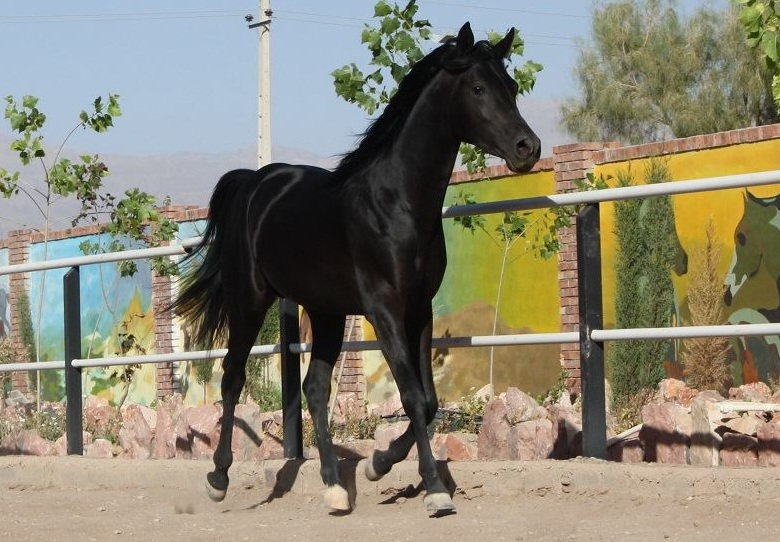
Un étalon Arabe noir.

#### Black
Black est l'étalon noir qui donne son nom au premier livre et à la série. C'est un cheval de robe noire et de très grande taille, au caractère sauvage, très farouche et nerveux, qui ne peut être monté que par Alec. Le roman La naissance d'un champion précise que « ce n'est pas un Arabe pur-sang ». Il n'en a que la tête et appartient à une « race mystique ». Sa mère est une vieille jument arabe du nom de Jinah al-Tayr, soit « les ailes de l'oiseau », son père est l'étalon alezan Ziyadah, « Queue-de-feu ». Le nom de naissance de Black, Sheïtan (Chitane), désigne le Diable en arabe. Il lui a été donné par son premier propriétaire Abou Yakoub ben Ichak en signe de respect, et pour inspirer la peur à ses ennemis.
« He was a giant of a horse, glistening black - too big to be pure Arabian. His mane was like a crest, mounting, then falling down. His neck was long and slender, and arched to the small, savagely beautiful head. The head was that of the wildest of all wild creatures. »
« C'était une bête gigantesque, beaucoup plus grande que les pur-sang arabes courants. Sa crinière se dressait, haute et droite comme une crête, avant de retomber jusqu'au bas de l'encolure ; celle-ci, longue, mince et fortement arquée, soutenait une tête assez petite, d'une saisissante beauté. Sans doute possible, il s'agissait là d'un étalon sauvage, c'est-à-dire du plus farouche, mais aussi du plus magnifique des animaux. »
Emmené aux États-Unis par Alec Ramsay, Black devient un grand champion de courses de galop.

#### Poulains et pouliches de Black
Les romans racontent aussi les destins des poulains et pouliches de Black. Satan est issu de Black et de la jument Arabe blanche Johar. Né en Arabie chez Abou Yakoub ben Ichak et élevé par Alec, il est sauvage et presque impossible à dresser. Il est traumatisé par Henry puis réapprivoisé par Alec. Ses performances en course égalent celles de Black. Black Pearl (ou Black Minx) est une pouliche de l'étalon noir, fougueuse, capricieuse, difficile à monter et à maîtriser sur un champ de course. Feu de Joie est un étalon bai, fils de l'étalon noir et de la jument trotteuse Rosie Queen, appartenant a l'ancien driver Jimmy Creech. Il devient un excellent trotteur lors de courses attelées, conduit par Tom Messenger, le jeune ami de Jimmy Creech. Grains de  Café est un poulain de Black. Pam"s Song est une pouliche qui a hérité la couleur de sa robe par sa mère et non Black. Le spin-off créé par Steven Farley a introduit le poulain Ébène.

#### Flamme
Cet étalon sauvage alezan est le chef d'une harde sur l'île d'Azul, dans les Caraïbes. Il vit caché dans une vallée où des chevaux ont été abandonnés par les conquistadores espagnols, depuis des siècles. Il ressemble énormément à Black, étant le seul qui puisse l'égaler à la course. Le jeune Steve Duncan parvient à l'approcher, à l'apprivoiser et, finalement, le monter, y compris en course. Steve Duncan et Flamme rencontrent Alec et Black sur un champ de courses de Floride. Après un match où ils se dégoûtent l'un et l'autre, Black remporte la deuxième course où ils s'affrontent, grâce à la plus grande expérience de son jockey.

#### Autres chevaux
Napoléon est un vieux cheval de trait de robe grise appartenant à Tony. Il vit dans l'écurie où Black arrive immédiatement après le naufrage du Drake, et devient très vite le meilleur ami de Black. Un autre cheval important de la série est Ziyadah, un étalon alezan nommé Queue-de-feu par une légende locale. C'est le père de Black. Il est tué par Tabari, la fille d'Abou Ichak.

### Humains
Le personnage principal et récurrent de toute la série est Alec Ramsay (diminutif d'Alexander Ramsay), l'adolescent qui se lie d'amitié avec Black, l'étalon noir sauvage venu d'Arabie. Ils remportent de nombreuses courses hippiques ensemble. De la même manière, on retrouve l'entraîneur Henry Dailey, qui loue son box à Alec puis supervise la formation des chevaux du ranch de l'espoir.
D'autres personnages n’apparaissent que dans certains romans, voire un seul. Abou Yakoub ben Ichak est le propriétaire légitime de Black, qui réside en Arabie. Tabari est sa fille. Pam Athena, découverte dans Une cavalière pour l'étalon noir en 1971, devient jockey puis la petite amie d'Alec. Elle porte le nom de la fille aînée de Walter Farley, qui est décédée en 1968 dans un accident de voiture dans les Alpes autrichiennes, à l'âge de 20 ans. Pam meurt également d'un accident de voiture dans le roman La légende de l'étalon noir. Ces deux œuvres constituent des hommages à la fille disparue de l'auteur,. Les deux romans Sur les traces de l'étalon noir et Le Prestige de l'étalon noir introduisent Jimmy Creech, vieil entraîneur de courses de trot et ami d'Henry Dailey, ainsi que Tom Messenger, son jeune driver et ami qui mène Feu de Joie.

## Historique et publication

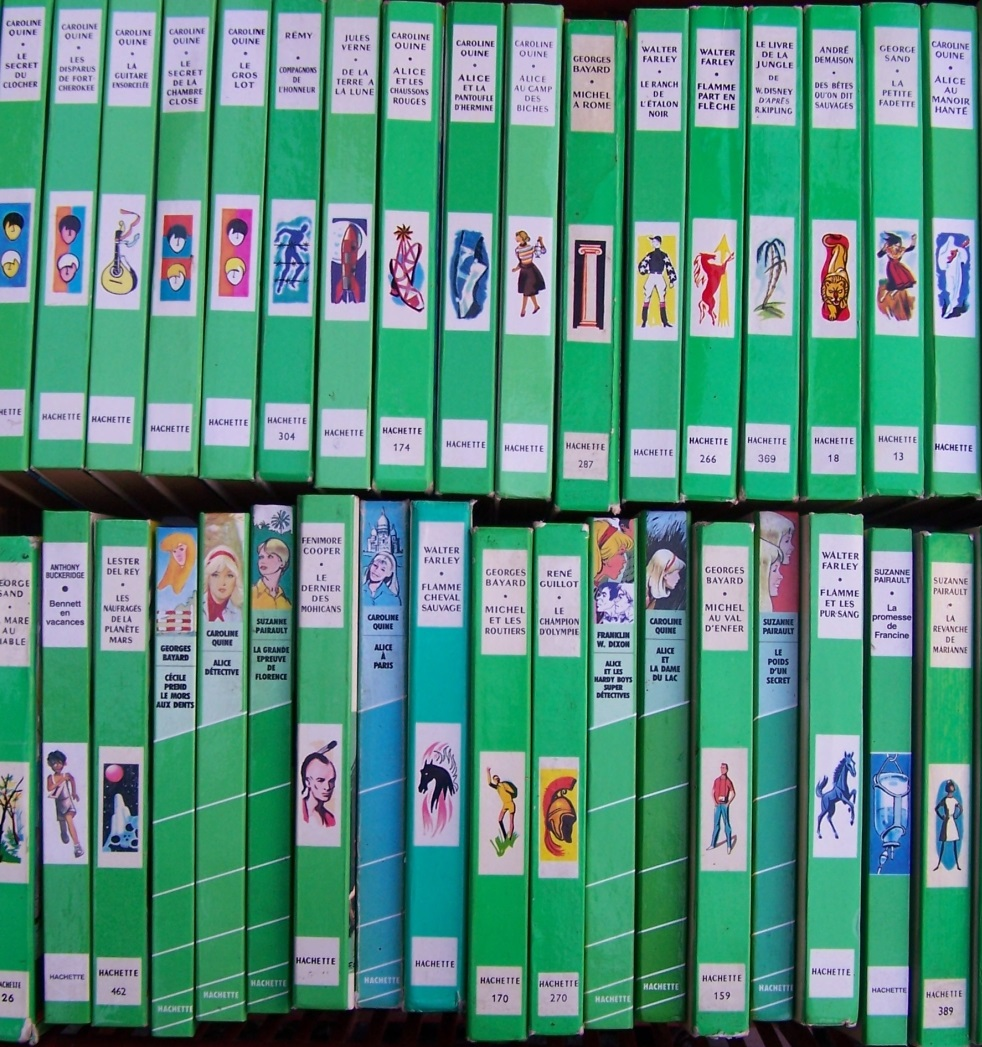
Dos de plusieurs romans de l’Étalon noir en français, parus chez Hachette dans la bibliothèque verte.

### Contexte
Beaucoup d'auteurs américains écrivent des histoires de chevaux entre 1930 et 1970, une tendance initiée par la publication, en 1926, de Smoky, le premier roman de chevaux classique américain, lui-même probablement inspiré par le roman anglais Black Beauty (Prince noir) écrit par Anna Sewell en 1871. Ainsi, Walter Farley mais aussi Marguerite Henry et Mary O'Hara suivent la même tendance. Contrairement à W. Farley, la majorité des auteurs du genre sont des femmes. Cet intérêt soudain pour le cheval dans la littérature est étrangement parallèle à la perte du rôle essentiel que l'animal jouait dans la société, pour le travail et le transport.

### Écriture et première publication
Walter Farley entame l'écriture du premier roman à l'adolescence. Il semble nettement inspiré par deux œuvres : Smoky et Black Beauty. Il a probablement ressenti le manque d'ouvrages de littérature jeunesse parlant de chevaux, et écrit ce qu'il aurait souhaité pouvoir lui-même lire à cet âge-là. Il suit alors ses cours à l'Erasmus Hall High School de Brooklyn. Lors d'une interview de la famille de l'auteur en 1991, son épouse, son frère et son fils aîné évoquent Walter Farley comme un « véritable amoureux des chevaux » qui garde des jouets de son enfance, un petit cheval en fer et un trotteur attelé à un sulky. Son ouvrage n'est publié que le 15 octobre 1941, alors que l'auteur a trente-six ans et suit une licence à l'université Columbia, par l'éditeur américain Random House. La couverture de la première édition, réalisée par Keith Ward, montre la silhouette noire d'un cheval sur un fond de ciel rouge. Walter Farley est complètement inconnu au moment de cette publication.

### Série, rééditions et traductions
Le premier roman et la série qui suivent deviennent des best-sellers. Ils sont traduits dans une vingtaine de langues dont le français, l'allemand (Blitz, der schwarze Hengst), le finnois (Musta orhi), le suédois (Den svarta hingsten), le néerlandais (De Zwarte Hengst), le tchèque (Černý hřebec), le portugais brésilien (O jovel corcem negro), l'indonésien ou encore l'italien. De plus, ils sont constamment réédités dans leur langue originale, aux États-Unis.
En France, le roman est publié pour la première fois en 1957 chez Hachette Livre sous le titre L'Étalon noir, avec une traduction de Jacques Brécart, puis en 1968 dans la collection Bibliothèque verte chez Hachette.
À part les éditions de Random House, une version est publiée chez Scholastic aux États-Unis, et il existe des éditions en braille ou encore en gros caractères. On compte aussi des livres de coloriages, de jeux et de puzzles. Une version abrégée avec des illustrations (picture book) intitulée Big black horse voit le jour en 2007. Worldcat recense 121 éditions et rééditions du premier livre de L'Étalon noir entre 1941 et 2013 dans trois langues différentes et 56 éditions du Retour de l'étalon noir entre 1945 et 2013 pour la seule langue anglaise.

## Analyse
Le premier roman de L'Étalon noir est marqué par une certaine naïveté d'écriture, une vision romantique et une grande importance accordée aux liens affectifs qui unissent Alec à son cheval. Ces particularités proviennent vraisemblablement de l'âge de l'auteur lorsqu'il entame l'écriture. Au fil de la série, l'auteur et ses personnages gagnent en maturité, Walter Farley acquérant davantage d'aisance. Tous les romans restent marqués par l'amour des courses de chevaux, particularité qui a sans doute beaucoup contribué à en faire un classique de littérature jeunesse. Ils commencent par un événement passionnant, propre à attirer l'attention du jeune lecteur (naufrage, accident d'avion, acquisition d'un nouveau poulain…). Résolument positifs, ils se terminent toujours en « happy end ». Walter Farley a aussi la particularité d'écrire « pour les garçons », en répondant à leur sens de l'aventure dans des contrées sauvages.

### Fantastique
Walter Farley amalgame des éléments réalistes et non réalistes dans ses livres. A.B. Emrys définit la « Farley's formula » comme un mélange d'aventure pour les jeunes garçons avec une ambiance western, à laquelle viennent s'ajouter des éléments empruntés au registre du fantastique et du conte populaire, voire de la science-fiction. Les exemples sont nombreux, notamment dans Flamme part en flèche, où Steve Duncan participe à une course grâce à deux mystérieux hommes « venus d'un autre monde ». Dans Le Secret de l'étalon noir, la légende de Queue-de-feu sert de toile de fond. Le Fantôme de l'étalon noir fait explicitement référence aux chevaux-fantômes avec une ambiance empruntée aux ghost stories. Dans La Légende de l’étalon noir, Alec est l'être annoncé par les croyances d'une tribu amérindienne. Steven Farley reprend des éléments qu'il tire de mythologies et de légendes, notamment celle du Kelpie ou encore celles de Bucéphale et des juments de Diomède dans L'Étalon noir et la cité perdue.

### Sauvagerie

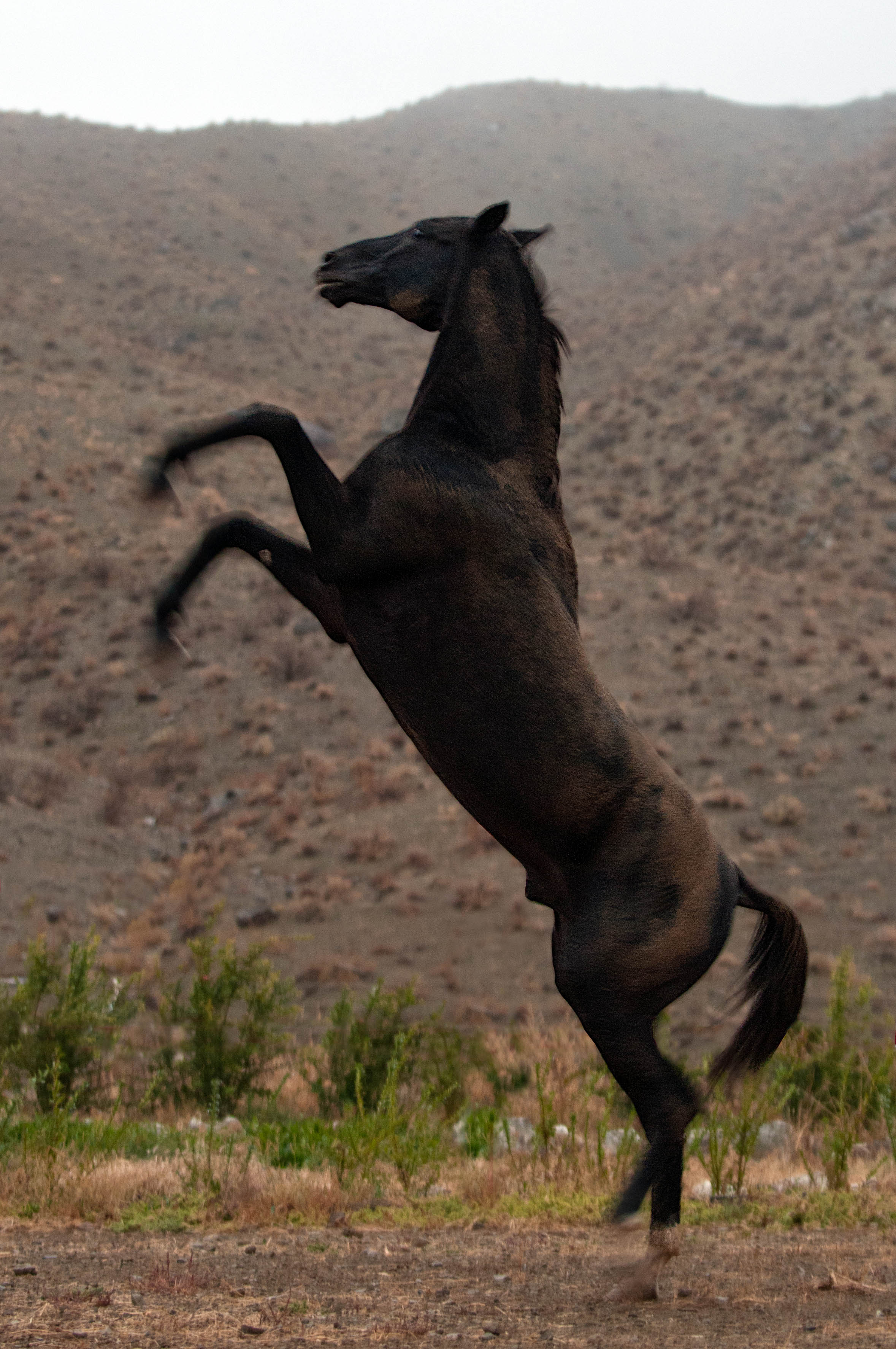
La sauvagerie du cheval est particulièrement mise en avant dans les romans.

La sauvagerie est un thème d'importance dans L'Étalon noir. Black est d'ailleurs présenté comme « la plus sauvage de toutes les créatures » (en anglais : the wildest of all wild animals), un animal brut, dangereux envers tout autre que son jeune maître. Mary Allen note qu'en comparaison avec Black, le cheval Black Beauty d'Anna Sewell est un « chaton ». La sauvagerie de l'étalon noir est rappelée à de multiples reprises, notamment dans les descriptions qui insistent sur le fait qu'il a toujours vécu loin de la civilisation, disant que la nature d'un tel animal est de « tuer ou d'être tué ». À New York, Black attaque l'un de ses concurrents au départ d'une course. La sauvagerie est d'autant plus impressionnante que Black, de par sa grande taille et sa force, est capable de blesser très sévèrement, voire de tuer un être humain.

### Rite de passage et émancipation
Le thème de la sauvagerie s'associe à celui du rite de passage. Contrairement aux romans anglais de la même époque, qui mettent en scène de jeunes filles et leurs poneys dans des environnements urbains, les romans équestres américains pour la jeunesse privilégient les jeunes garçons qui apprivoisent un animal sauvage, puissant et viril, dans des environnements dangereux. Ce thème, associé à celui de l'ouest américain, fait le succès de la série pendant près de quarante ans. Les chevaux dépeints par Walter Farley dans ses romans, aussi bien Black que Flamme, s'apparentent à des créatures surnaturelles dont l'identité se lie immanquablement à celle de l'adolescent. Symboliquement, la maîtrise de l'étalon sauvage par Alec représente une forme d'émancipation vis-à-vis de l'autorité parentale, le jeune garçon parvenant à apprivoiser un animal dangereux à la grande stupéfaction des adultes. Dans le premier roman, Alec assure à sa mère que la présence de Black ne l'empêchera pas de poursuivre ses études, mais finalement il est contraint de se cacher pour entraîner Black à la course de nuit.
Bien que le cheval donne son nom aux romans, ce qui est le cas dans la plupart des œuvres du genre, il ne joue jamais le premier rôle et l'humain reste le protagoniste. Son succès dans sa relation avec le cheval lui fait gagner en maturité, le point culminant étant sa victoire sur un champ de courses, permettant à l'adolescent de s'affirmer.

### Courses hippiques et dressage des chevaux
La grande majorité des romans de la série contiennent une ou plusieurs courses hippiques. À ce titre, la saga de l'étalon noir rappelle le roman National Velvet d'Enid Bagnold (1935), où une jeune fille de 14 ans participe à une grande course avec un cheval non dressé. Dans les deux cas, les adolescents gagnent la course mais les implications sont totalement différentes à la lumière des études de genre. Dans L'Étalon noir, la course finale représente le rite de passage du jeune Alec, une épreuve qui fait de lui un homme meilleur. Dans National Velvet, la jeune héroïne parvient à s'imposer dans un monde d'hommes, à faire sa place et à devenir célèbre.
Walter Farley cite de véritables grandes courses hippiques américaines, notamment le Kentucky Derby, qui fait partie de la « triple couronne » américaine. Il documente tout particulièrement le dressage des chevaux, livrant à ses jeunes lecteurs des informations fiables. Ainsi, dans le premier roman de la série, Black commence par tenter d'agresser le vieux cheval de trait Napoléon avant d'accepter progressivement une selle, un équipement de cheval de course, puis le champ de course lui-même. Ce souci du détail pour l'entraînement des chevaux et le déroulement de chaque course en elle-même est typique de Walter Farley,.

### Animaux et protection
La série de L'étalon noir appartient au genre des romans jeunesse ayant un animal pour protagoniste, genre qui rencontre beaucoup de succès auprès des enfants. Les animaux les plus fréquents dans ce type d'œuvre sont les chiens et les chevaux. Les romans font la part belle au souci de la protection animale, comme d'autres de la même époque, Mon amie Flicka et Misty of Chincoteague. Black a beau être monté, il n'est jamais totalement « dressé ».

## Réception et influence
Les romans reçoivent un accueil très positif et deviennent des classiques. En 1944, L'Étalon noir remporte le Young Reader's Choice Award. En 1948, d'après une étude réalisée auprès d'enfants dans une bibliothèque, Le Retour de l'étalon noir (sorti depuis 3 ans) est leur 15e roman favori, L'étalon noir étant le 17e, ce qui en fait deux œuvres très populaires, les secondes histoires d'animaux les plus populaires de l'époque. Ce premier roman reste considéré comme le chef-d'œuvre de son auteur. L'Étalon noir est de loin l'œuvre littéraire jeunesse la plus connue dans l'univers du cheval, statut pour lequel elle a détrôné Black Beauty au milieu du XXe siècle. Le New York Times consacre en 1989 Black comme le « plus célèbre cheval de fiction du XXe siècle », deux semaines avant la mort de l'auteur. De manière générale, Black est considéré comme « l'un des animaux de fiction les plus persistants et les plus populaires jamais créés ». L'une des explications réside dans la maîtrise de l'écriture par W. Farley, capable de répondre au sens de l'aventure des enfants, tout en gardant un développement et une évolution psychologique à ses personnages au fil des livres.
Entre leur parution française en 1965 et l'année 1988, selon Livre Hebdo, les romans de la série L'Étalon noir se sont vendus à plus de 3 500 000 exemplaires rien qu'en français : ils ont fait les beaux jours de la bibliothèque verte. Ron Devlin, pour Reading Eagle, estime en 2009 que 20 millions d'exemplaires de la série se sont écoulés dans douze langues différentes. Ces romans sont parfois exploités dans un but pédagogique à l'école. Les enfants de Walter Farley ont créé en partenariat avec des enseignants et des volontaires le Horse Tales Literacy Project (officiellement, The Black Stallion Literacy Foundation) dont le but est de promouvoir la littérature tout en amenant des chevaux vivants dans les lieux scolaires. Fondé en 1999, ce programme a été présenté à plus de 650 000 étudiants et scolaires à la date de fin 2013. Vraisemblablement, les romans de L'Étalon noir devraient rester des classiques de la littérature jeunesse pendant de nombreuses années à venir.

## Adaptations et produits dérivés

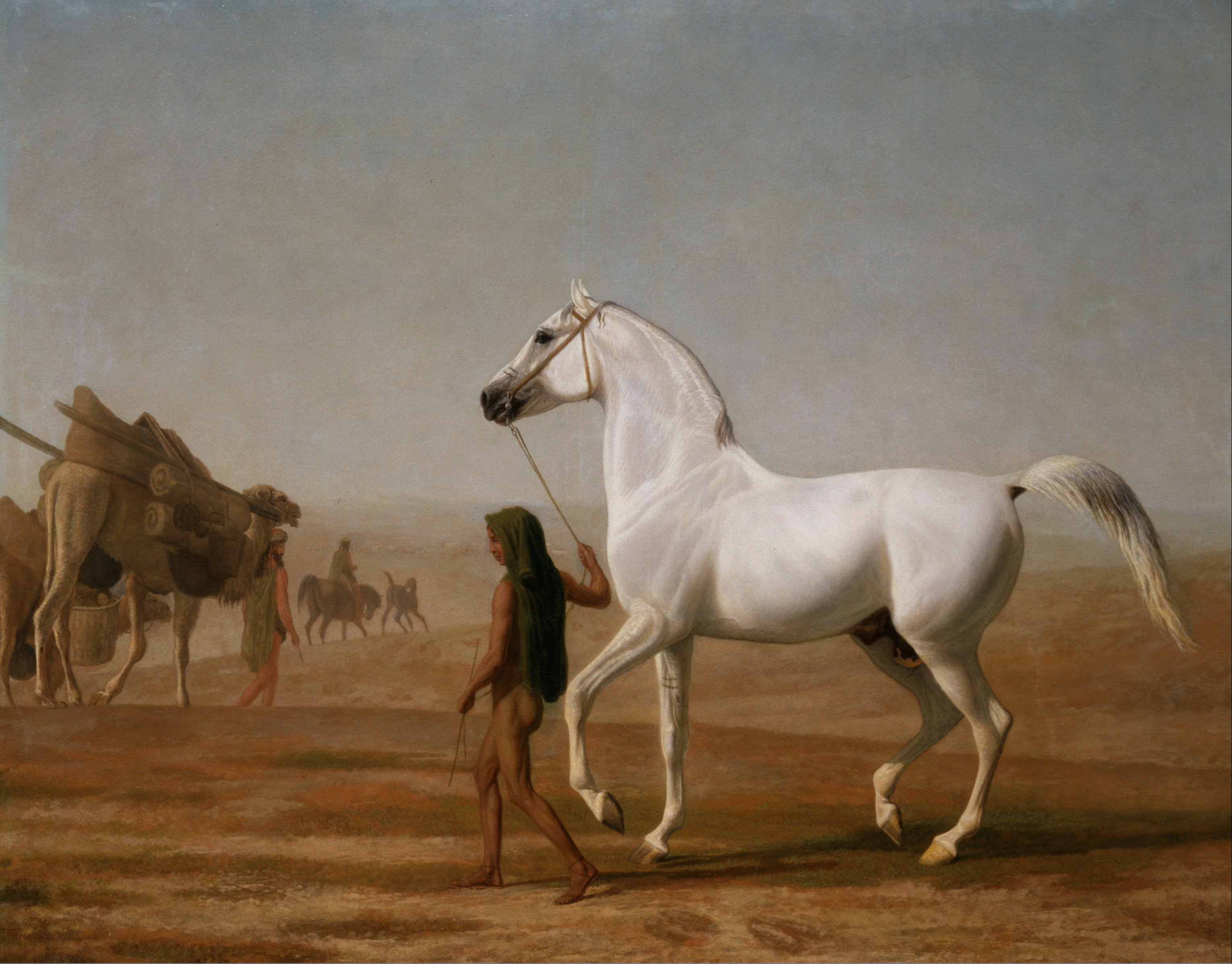
Cheval arabe gris dans le désert

Les adaptations des romans sont assez tardives car Walter Farley a très longtemps refusé toutes les propositions. En 1979, après des années de tractations, il permet à un premier film de voir le jour. Il existe aussi des produits dérivés, le fabricant de figurines Breyer proposant des chevaux miniatures qui représentent Black et Flamme.

### Cinéma
Trois films, deux longs-métrages et un moyen-métrage, reprennent la trame des romans.
En 1979 sort L'Étalon noir (en anglais : « The Black Stallion »), film américain de Carroll Ballard réalisé d'après le premier roman éponyme de Walter Farley. Grand succès, il est décrit par le critique Ruth M. Goldstein comme un beau film lyrique et onirique, supérieur à la majorité des films de chevaux. L'Étalon noir remporte plusieurs prix cinématographiques.
Ce premier film est suivi en 1983 par Le Retour de l'étalon noir (en anglais : « The Black Stallion Returns ») une autre production américaine réalisée cette fois par Robert Dalva, qui reprend la trame du roman du même nom, le second de la saga.
En 2003 sort La Légende de l'étalon noir (en anglais : « The Young Black Stallion »), un moyen-métrage de Simon Wincer et Jeanne Rosenberg. Contrairement à ce que peut laisser présager le titre français, ce film ne reprend pas la trame du roman homonyme, mais représente une adaptation relativement libre du roman de Walter et Steven Farley, L'étalon noir - La naissance d'un champion.

### Télévision
Une série télévisée franco-canadienne, également intitulée L'Étalon noir (en anglais : « The Black Stallion »), est librement inspirée des romans. Elle compte trois saisons, de 26 épisodes chacune.

### Bande dessinée
En bande dessinée, le scénariste Robert Génin s'associe au dessinateur Michel Faure, qui illustre déjà à l'époque certaines éditions des romans pour la bibliothèque verte. Les aventures de l'Étalon noir en bande dessinée comptent six tomes publiés dans le Journal de Mickey et chez Hachette. Les albums sont sortis entre 1982 et 1985.

### Sources primaires
Les éditions suivantes ont été utilisées pour cet article : 
- Walter Farley, L'Étalon noir [détail des éditions]
- (en) Walter Farley (ill. Keith Ward), The Black Stallion, New York, Scholastic, mai 1974, 248 p.

1. ↑  p. 6
2. ↑  p. 88-103

- Walter Farley (trad. Jacques Brécard, photogr. Florence Clot), L'Étalon noir, Hachette Romans, 2012, 256 p. (ISBN 2012030211 et 9782012030213)livre numérique

1. ↑  chap. « Sur le chemin du retour »
2. ↑  chap. « Le match »
3. ↑  Page de copyright

- (en) Walter Farley, The Black Stallion and the Girl, Random House LLC, 2011, 208 p. (ISBN 0307804992 et 9780307804990)livre numérique

1. 1 2  chap. About the author
2. ↑  p. 204-205

- Walter Farley et Steven Farley (trad. Laurence Kiefé, photogr. Florence Clot), L'Étalon noir : la naissance d'un champion, Hachette Romans, 25 janvier 2012, 160 p. (ISBN 978-2-01-202886-9)livre numérique

1. ↑  chap. « Prologue »
2. ↑  chap. « Le Vieillard »

- Autres volumes de la série :

1. 1 2  Walter Farley (trad. Frédéric Certonciny, ill. J.-P. Ariel), Le Retour de l'étalon noir, Paris, Hachette (impr. de Brodard et Taupin), 1957 (OCLC 459481879, présentation en ligne)
2. 1 2  Walter Farley (trad. Jean Muray, ill. Raoul Auger), Le fils de l'étalon noir, Paris, Hachette, coll. « Bibliothèque verte », 1967 (OCLC 41463939, présentation en ligne)
3. 1 2  Walter Farley (trad. Jules Bréant, ill. Raoul Auger), Flamme, cheval sauvage, Paris, Hachette, coll. « Bibliothèque verte », 1964 (OCLC 493912655, présentation en ligne)
4. 1 2  Walter Farley (trad. Jean Muray, ill. Raoul Auger), Le Ranch de l'étalon noir, Paris, Hachette, coll. « Bibliothèque verte », 1968 (OCLC 460329679, présentation en ligne)
5. 1 2  Walter Farley (trad. Jean Muray, ill. Raoul Auger), Sur les traces de l'étalon noir, Paris, Hachette, coll. « Bibliothèque verte », 1969 (OCLC 460329695, présentation en ligne)
6. ↑  Walter Farley (trad. Jean Muray, ill. J.-P. Ariel), Flamme et les pur-sang, Paris, Hachette (impr. Brodard et Taupin), coll. « Bibliothèque verte », 1964 (OCLC 460329664, présentation en ligne)
7. 1 2  Walter Farley (trad. Jean Muray, ill. Raoul Auger), L'empreinte de l'étalon noir, Paris, Hachette, coll. « Bibliothèque verte », janvier 1972, 246 p. (OCLC 301591228, présentation en ligne)
8. ↑  Walter Farley (trad. Jean Muray, ill. Raoul Auger), La révolte de l'étalon noir, Paris, Hachette, coll. « Bibliothèque verte », 1970 (OCLC 31366648, présentation en ligne)
9. ↑  Walter Farley (trad. Jean Muray, ill. Francisco Batet), Le Prestige de l'étalon noir, Paris, Hachette, coll. « Bibliothèque verte », 1976 (OCLC 461569580, présentation en ligne)
10. 1 2 3  Walter Farley (trad. Jules Bréant, ill. J.-P. Ariel), Flamme part en flèche, Paris, Hachette (impr. Brodard et Taupin), coll. « Bibliothèque verte », 1965 (OCLC 460329671, présentation en ligne)
11. ↑  Walter Farley (trad. Jean Muray, ill. Francisco Batet), Le Courage de l'étalon noir, Paris, Hachette, coll. « Bibliothèque verte », août 1975 (OCLC 319770737, présentation en ligne)
12. 1 2 3  Walter Farley (trad. Jean Muray, ill. Francisco Batet), Le Secret de l'étalon noir, Paris, Hachette, coll. « Bibliothèque verte », 1977 (OCLC 461628690, présentation en ligne)
13. 1 2  Walter Farley (trad. Jean Muray, ill. Raoul Auger), Flamme et l'étalon noir, Paris, Hachette, coll. « Bibliothèque verte », 1971 (OCLC 462085131, présentation en ligne)
14. 1 2  Walter Farley (trad. Jean Muray, ill. Raoul Auger), Un Rival pour l'étalon noir, Paris, Hachette, coll. « Bibliothèque verte », 1973 (OCLC 462085914, présentation en ligne)
15. 1 2  Walter Farley (trad. Jean Muray, ill. Francisco Batet), Le Fantôme de l'étalon noir, Paris, Hachette, coll. « Bibliothèque verte », 1978, 179 p. (ISBN 978-2010052927, OCLC 414058120, présentation en ligne)
16. ↑  Walter Farley (trad. Jean Muray, ill. Raoul Auger), Une cavalière pour l'étalon noir, Paris, Hachette, coll. « Bibliothèque verte », novembre 1974 (OCLC 461447503, présentation en ligne)
17. 1 2  Walter Farley (ill. Michel Faure), La Légende de l’étalon noir, Paris, Hachette, coll. « Bibliothèque verte », 1985 (OCLC 319839230, présentation en ligne)
18. ↑  (en) Steven Farley, The Black Stallion's Steeplechaser, Random House, 26 août 1997, 175 p. (ISBN 978-0679882008), résumé éditeur
19. ↑  (en) Steven Farley, The Black Stallion's Shadow, Random House, 25 avril 2000, 978-0679890461 p. (ISBN 978-0679890461), résumé éditeur
20. 1 2  (en) Steven Farley, The Black Stallion and the Shape-shifter, Random House, 11 mai 2010, 272 p. (ISBN 978-0375845321), résumé éditeur
21. 1 2  Steven Farley, L'Étalon noir et la cité perdue, Hachette Romans, 10 avril 2013, 224 p. (ASIN B00C669BJC), résumé éditeurParu uniquement en format numérique en français
22. ↑  Steven Farley, La promesse, t. 1, Hachette Livre, coll. « Les classiques de la rose / Ébène, fils de l'étalon noir », 19 avril 2006, 160 p. (ISBN 9782012009677), résumé éditeur
23. ↑  Steven Farley, Un cheval nommé Ébène, t. 2, Hachette, coll. « Les classiques de la rose / Ébène, fils de l'étalon noir », 6 septembre 2006, 160 p. (ISBN 9782012009684)
24. ↑  Steven Farley, Le retour, t. 3, Hachette, coll. « Les classiques de la rose / Ébène, fils de l'étalon noir », 7 février 2007, 128 p. (ISBN 9782012010147)
25. ↑  (en) Steven Farley, Wild Spirit, t. 4, Random House, coll. « Books for Young Readers / The Young Black Stallion », 6 juillet 1999, 122 p. (ISBN 978-0679893592)
26. ↑  (en) Steven Farley, The Yearling, t. 5, Random House, coll. « Books for Young Readers / The Young Black Stallion », 5 octobre 1999, 128 p. (ISBN 978-0375800917)
27. ↑  (en) Steven Farley, Hard Lessons, t. 6, Random House, coll. « Books for Young Readers / The Young Black Stallion », 28 décembre 1999, 144 p. (ISBN 978-0375800924)
28. ↑  (en) Steven Farley, South Wind Spring, t. 7, Random House, coll. « Books for Young Readers / The Young Black Stallion », 1er décembre 2000, 144 p. (ISBN 978-0375801396)
29. ↑  (en) Steven Farley, Storm!, t. 8, Random House, coll. « Books for Young Readers / The Young Black Stallion », 1er août 2000, 128 p. (ISBN 978-0375801402)
30. ↑  La version allemande renomme le cheval « Black » en « Blitz » : (de) Walter Farley, Blitz, der schwarze Hengst, Egmont Franz Schneider, 1989, 792 p. (ISBN 3505041483 et 9783505041488)
31. ↑  (fi) Walter Farley (trad. S. S. Taube, ill. Keith Ward), Musta orhi, WSOY, 1973, 3e éd., 163 p. (ISBN 9510060887 et 9789510060889)
32. ↑  (cs) Walter Farley (trad. Hana Petráková), Černý hřebec, Albatros, 2003, 2e éd., 133 p. (ISBN 800001212X et 9788000012124)
33. ↑  (it) Walter Farley, Black Stallion, Milan, Rizzoli, coll. « BUR dei ragazzi », 1981 (OCLC 799066749)
34. ↑  Walter Farley (trad. Jacques Brécart), L'Étalon noir, Paris, Hachette, 1957 (OCLC 493913484, présentation en ligne)